# Dalen (Troms)
Pour les articles homonymes, voir Dalen.
Dalen est une localité du comté de Troms, en Norvège.

## Géographie
Administrativement, Dalen fait partie de la kommune de Salangen.